# Tees

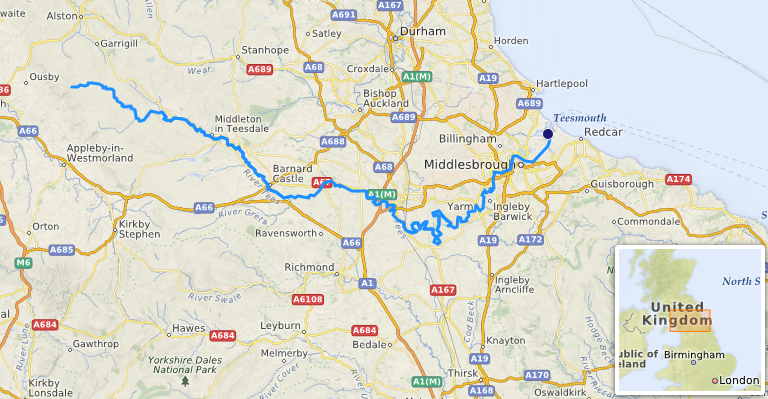
Stroomgebied Tees

De Tees is een rivier in Noordoost-Engeland. De bron ligt op de oostelijke helling van Cross Fell in het Penninisch Gebergte. De rivier stroomt ongeveer 137 kilometer in oostelijke richting voordat ze in de Noordzee uitmondt tussen Hartlepool en Redcar. De rivier watert een gebied van 1834 km² af en heeft geen zijrivieren van betekenis.

## Ligging
De Tees vormt de grens tussen de historische graafschappen Durham op de linkeroever en Yorkshire op de rechteroever. Het gebied langs de bovenloop wordt Teesdale genoemd. Langs de benedenloop ligt de industriële Teesside met steden als Middlesbrough en Stockton-on-Tees. Voorbij Stockton, waar zich een stuw bevindt, is de Tees een getijdenrivier.
De monding in de Noordzee is een estuarium en heeft als natuurreservaat (Teesmouth NNR) een beschermde status.

## Aanpassingen
De Tees is vaak aangepast om het scheepvaartverkeer op de rivier te vergemakkelijken. De meanderende rivier werd rechtgetrokken waarmee schepen minder lang onder weg waren. Tussen Stockton-on-Tees en Middlesbrough zijn twee bochtafsnijdingen gemaakt, de Mandale Cut in 1810 en de Portrack Cut in 1831. De oude loop van de rivier is nauwelijks meer te zien al ligt de stuw, de Tees Barrage, dicht bij de plaats van de Mandale Cut.
Sinds de kanalisering zijn er voortdurend aanpassingen gedaan om de rivier dieper en beter bevaarbaar te maken. De rivier is smaller gemaakt door puin en ander materiaal langs de oevers te storten. De versmalling leidde tot een verhoogde stroomsnelheid van het water waardoor meer bodemmateriaal wordt afgevoerd waarmee de vaargeul beter op diepte is te houden.

## Industrie
De rivier wordt sinds de industriële revolutie intensief gebruikt voor het goederenvervoer. Het was vooral steenkool uit de Durham en ook van ijzer en staal van de staalindustrie die zich in en rond Middlesbrough vestigde. Aanvankelijk konden de zeeschepen nog helemaal doorvaren naar Yarm en Stockton-on-Tees, maar naarmate de schepen groter werden verplaatste de overslag naar grotere en diepere dokken in Middlesbrough. Deze verplaatsing stroomopwaarts hield pas op met de komst van de haventerreinen aan de monding van de Tees. Naast staal kwam er ook veel chemische industrie naar de Tees. Imperial Chemical Industries was vooral actief in de regio.
Teesport ligt dicht bij de Noordzee en zo’n 5 kilometer ten oosten van Middlesbrough. Teesport is de derde grootste haven in het Verenigd Koninkrijk. Veel producten die de haven passeren zijn nog altijd gerelateerd aan de staal- en chemische industrie. Andere industriële bedrijven die zich hier hebben gevestigd richten de activiteiten op de olie- en gasindustrie in de Noordzee en hernieuwbare energie-industrie.
Over de rivier liggen zo'n 50 bruggen waaronder de Tees Transporter Bridge. Deze zweefbrug kwam in 1911 gereed en verbindt de plaatsen Middlesbrough, op de zuidoever, met Stockton-on-Tees op de noordoever van de Tees.